# في. إي. شفاب
في. إي. شفاب (بالإنجليزية: V. E. Schwab)‏ (7 يوليو 1987)؛ كاتِبة مُتخصِّصة في أدب الأطفال وروائية أمريكية.

## روابط خارجية
- في. إي. شفاب على موقع IMDb (الإنجليزية)